# Vera Camilla
Vera Camilla (Arnhem, 6 februari 1992), volledige naam Vera Camilla Lucker, is een Nederlandse YouTuber, influencer en ondernemer.

## Opleiding
Vera Camilla Lucker heeft na het behalen van haar mavo-diploma in 2008 aan het Montessori College Arnhem, de opleiding Desktoppublishing (DTP) mbo-niveau 3 aan het Rijnijssel afgerond in 2010. Daarna volgde zij de opleiding Multimedia Vormgeving mbo-niveau 4, maar deze heeft zij niet afgemaakt.

## Werkzaamheden
In maart 2009 startte Lucker de weblog Makeupalicious, die wegens groot succes werd opgevolgd met een eigen website in september 2009, onder haar eigen naam: ‘vera camilla’. Zij startte een blog over make-up en schoonheidsproducten, dat dagelijks 30.000 unieke bezoekers wist te trekken. In augustus 2010 maakte zij van haar website haar eigen bedrijf. In 2015 was zij te zien in de 2Doc ‘Shine Wereld’.
In 2017 begon Lucker als een van de eerste influencers in Nederland met body positivity op instagram. Daar plaatste zij onbewerkte foto’s en video’s van haar lichaam om te laten zien dat iedereen respect verdient, ongeacht de kledingmaat. Ook verscheen het Beauty Bloggers Boek, waar Vera naast o.a Xelly Cabau aan meewerkte. Het boek was verkrijgbaar in samenwerking met Etos.
In december 2018 kreeg Lucker last van burn-outklachten, waarna zij zes maanden geen content meer plaatste op haar kanalen. Na afloop richtte ze zich op het bespreekbaar maken van mentale gezondheid en psychische problemen.
In 2020 besloot Lucker definitief te stoppen met haar blog en zich volledig te focussen op YouTube en Instagram.
In samenwerking met L’Oréal bracht zij de een reistas voor schoonheidsprodukten uit. Ook lanceerde zij in samenwerking een eigen set make-upkwasten.
In december 2022 stond Lucker op de cover van de Nederlandse uitvoering van het tijdschrift Cosmopolitan en gaf ze een uitgebreid interview over mentale gezondheid.
In maart 2024 deed Lucker mee aan de viertiende editie van The Passion als discipel.

## Prijs
In 2009 won Lucker de SpinAward in de categorie ‘Jong Talent’.

## Privé
Lucker is open over haar mentale klachten. Zij heeft een gegeneraliseerde angststoornis.
Ze heeft sinds 2014 een relatie met Jeffrey van ‘t Hof. In 2024 zijn ze getrouwd. 

### Bestseller 60
| Boeken met noteringen in de Nederlandse Bestseller 60 | Jaar van verschijnen | Datum van binnenkomst | Hoogste positie | Aantal weken | Opmerkingen |
| ----------------------------------------------------- | -------------------- | --------------------- | --------------- | ------------ | ----------- |
| Het zit tussen je oren                                | 2024                 | 16-10-2024            | 5               | 1            |             |